# Okręg wyborczy nr 68 do Senatu Rzeczypospolitej Polskiej
Okręg wyborczy nr 68 do Senatu Rzeczypospolitej Polskiej obejmuje obszar powiatów częstochowskiego, kłobuckiego, lublinieckiego i myszkowskiego (województwo śląskie). Wybierany jest w nim 1 senator na zasadzie większości względnej.
Utworzony został w 2011 na podstawie Kodeksu wyborczego. Po raz pierwszy zorganizowano w nim wybory 9 października 2011. Wcześniej obszar okręgu nr 68 należał do okręgu nr 27.
Siedzibą okręgowej komisji wyborczej jest Częstochowa.

## Reprezentanci okręgu
| Rok  | Rok  | Senator          | Komitet wyborczy         |
| ---- | ---- | ---------------- | ------------------------ |
|      | 2011 | Jarosław Lasecki | Platforma Obywatelska RP |
|      | 2015 | Ryszard Majer    | Prawo i Sprawiedliwość   |
| 2019 |      | Ryszard Majer    | Prawo i Sprawiedliwość   |
| 2023 |      | Ryszard Majer    | Prawo i Sprawiedliwość   |

## Wyniki wyborów
Symbolem „●” oznaczono senatorów ubiegających się o reelekcję.

### Wybory parlamentarne 2011
| Kandydat                                                                                      | Kandydat           | Komitet wyborczy                    | Głosów | Głosów | Głosów |
| Kandydat                                                                                      | Kandydat           | Komitet wyborczy                    | Liczba | %      | +/–    |
| --------------------------------------------------------------------------------------------- | ------------------ | ----------------------------------- | ------ | ------ | ------ |
|                                                                                               | Jarosław Lasecki   | Platforma Obywatelska RP            | 50 287 | 39,59  | –      |
|                                                                                               | Czesław Ryszka ●   | Prawo i Sprawiedliwość              | 33 313 | 26,23  | –      |
|                                                                                               | Stanisław Gmitruk  | Polskie Stronnictwo Ludowe          | 20 111 | 15,83  | –      |
|                                                                                               | Wojciech Konieczny | Sojusz Lewicy Demokratycznej        | 16 507 | 13,00  | –      |
|                                                                                               | Anton Miklowicz    | Nowa Prawica – Janusza Korwin-Mikke | 6 804  | 5,36   | –      |
| Frekwencja: 43,61% Liczba głosów ważnych: 127 022 (96,41%) Źródło: Państwowa Komisja Wyborcza |                    |                                     |        |        |        |

● Czesław Ryszka reprezentował w Senacie VII kadencji (2007–2011) okręg nr 27.

### Wybory parlamentarne 2015
| Kandydat                                                                                      | Kandydat           | Komitet wyborczy                             | Głosów | Głosów | Głosów |
| Kandydat                                                                                      | Kandydat           | Komitet wyborczy                             | Liczba | %      | +/–    |
| --------------------------------------------------------------------------------------------- | ------------------ | -------------------------------------------- | ------ | ------ | ------ |
|                                                                                               | Ryszard Majer      | Prawo i Sprawiedliwość                       | 51 768 | 37,99  | +11,76 |
|                                                                                               | Jarosław Lasecki ● | Platforma Obywatelska RP                     | 34 639 | 25,42  | –12,83 |
|                                                                                               | Tomasz Brymora     | Nowoczesna Ryszarda Petru                    | 16 865 | 12,38  | –      |
|                                                                                               | Teofil Jankowski   | KKW Zjednoczona Lewica SLD+TR+PPS+UP+Zieloni | 12 260 | 9,00   | –4,00  |
|                                                                                               | Andrzej Kubat      | Polskie Stronnictwo Ludowe                   | 11 635 | 8,54   | –7,29  |
|                                                                                               | Igor Matyjas       | Narodowe Odrodzenie Polski                   | 5 986  | 4,39   | –      |
|                                                                                               | Łukasz Cudak       | Obywatelski KWW Łukasza Rocha Cudaka         | 3 120  | 2,29   | –      |
| Frekwencja: 46,65% Liczba głosów ważnych: 136 273 (96,58%) Źródło: Państwowa Komisja Wyborcza |                    |                                              |        |        |        |

### Wybory parlamentarne 2019
| Kandydat                                                                                      | Kandydat         | Komitet wyborczy                           | Głosów | Głosów | Głosów |
| Kandydat                                                                                      | Kandydat         | Komitet wyborczy                           | Liczba | %      | +/–    |
| --------------------------------------------------------------------------------------------- | ---------------- | ------------------------------------------ | ------ | ------ | ------ |
|                                                                                               | Ryszard Majer ●  | Prawo i Sprawiedliwość                     | 82 080 | 48,26  | +10,27 |
|                                                                                               | Łukasz Banaś     | KKW Koalicja Obywatelska PO .N iPL Zieloni | 55 739 | 32,77  | -5,02  |
|                                                                                               | Tomasz Kajkowski | KWW Koalicja Bezpartyjni i Samorządowcy    | 22 658 | 13,32  | –      |
|                                                                                               | Krzysztof Kubat  | KWW Przywrócić Prawo                       | 9 619  | 5,66   | –      |
| Frekwencja: 58,52% Liczba głosów ważnych: 170 096 (97,87%) Źródło: Państwowa Komisja Wyborcza |                  |                                            |        |        |        |

### Wybory parlamentarne 2023
| Kandydat                                                                                      | Kandydat            | Komitet wyborczy                                                           | Głosów | Głosów | Głosów |
| Kandydat                                                                                      | Kandydat            | Komitet wyborczy                                                           | Liczba | %      | +/–    |
| --------------------------------------------------------------------------------------------- | ------------------- | -------------------------------------------------------------------------- | ------ | ------ | ------ |
|                                                                                               | Ryszard Majer●      | Prawo i Sprawiedliwość                                                     | 73 331 | 36,07  | -12,19 |
|                                                                                               | Krzysztof Smela     | KKW Trzecia Droga Polska 2050 Szymona Hołowni – Polskie Stronnictwo Ludowe | 59 305 | 29,17  | –      |
|                                                                                               | Jarosław Lasecki    | KWW Pakt Obywatelski Lasecki                                               | 38 551 | 18,96  | –      |
|                                                                                               | Monika Fajer        | Konfederacja Wolność i Niepodległość                                       | 20 529 | 10,10  | –      |
|                                                                                               | Mariusz Spiechowicz | Bezpartyjni Samorządowcy                                                   | 11 608 | 5,17   | –      |
| Frekwencja: 72,72% Liczba głosów ważnych: 203 324 (98,14%) Źródło: Państwowa Komisja Wyborcza |                     |                                                                            |        |        |        |